# Gesta Normannorum Ducum

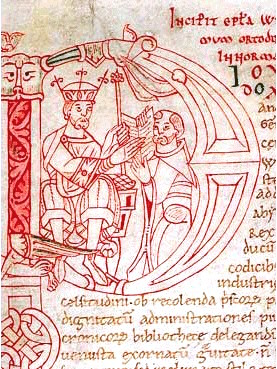
Miniatuur uit de Gesta Normannorum Ducum

Gesta Normannorum Ducum ("Daden van de Normandische hertogen") is een kroniek oorspronkelijk geschreven door Willem van Jumièges kort voor 1060. Het is het een van de belangrijkste Normandische historische geschriften. 
In 1070, enkele jaren na zijn verovering van Engeland, gaf Willem de Veroveraar opdracht aan Willem van Jumièges om de werken uit te bereiden over zijn recht op de Engelse troon. Later hebben Ordericus Vitalis en Robert van Torigni de kroniek verder uitgebreid met de geschiedenis van Hendrik I van Engeland.